# Colonia Agrícola Pantitlán
Agrícola Pantitlán, o simplemente Pantitlán, es una colonia del oriente de Ciudad de México ubicada en Iztacalco, al suroriente del Aeropuerto Internacional de la Ciudad de México. Abarca un área aproximada de 3,300,000 m² y un perímetro de 3,310 metros lineales ocupando el 17.54% de la superficie del territorio de Iztacalco, lo que la convierte en la segunda colonia más grande y poblada de la demarcación, y a su vez en una de más grandes de la capital mexicana, solo detrás de la colonia Agrícola Oriental.
Sus límites territoriales son al norte y poniente con Eje 4 Oriente Río Churubusco, al surponiente con Viaducto Río de la Piedad, al sur con Calzada Ignacio Zaragoza y finalmente al oriente con Anillo Periférico Calle 7. Sus colonias circundantes son al norte con Cuchilla Pantitlán; al poniente con Adolfo López Mateos y Aviación Civil, estas tres pertenecientes a Venustiano Carranza; al sur con Agrícola Oriental, al suroriente con Juan Escutia, correspondiente a Iztapalapa y al oriente con El Barco, Porvenir y Juárez Pantitlán, estas últimas en colindancia con el municipio de Nezahualcóyotl del Estado de México.

## Origen e historia
Pantitlán es un vocablo náhuatl que significa "entre banderas". Esta palabra proviene del náhuatl "panitl" que significa "bandera" y "tlan" que significa "lugar", fundamental para entender el origen de esta colonia.
En tiempos de los aztecas, ese lugar era parte del lago de Texcoco. Había un sumidero en donde los remolinos llegaban con tal fuerza que se llevaban las canoas, por eso cercaron el lugar poniendo dos postes y, como aviso a los navegantes, las banderas.

## Infraestructura vial y urbana
Se puede acceder a ella por las avenidas Xochimilco (Eje 1 norte), Calzada I. Zaragoza, Anillo Periférico (Calle 7) y Avenida Pantitlán, desde el Estado de México. La colonia cuenta con todos los servicios, no obstante durante la última década, ha experimentado un creciente aumento de la población debido a la construcción desmedida de unidades habitacionales, con esto ha aumentado de manera muy importante el tráfico y la amplia demanda de lugares para estacionarse. Tiene una pavimentación deteriorada.
Ante la presión demográfica, importantes consorcios dedicados a la construcción han comprado terrenos que pertenecían a empresas manufactureras, especialmente de textiles. Han dejado en segundo término las áreas recreativas y de esparcimiento para practicar algún deporte o simplemente áreas verdes. Además cuenta con balnearios públicos con una cuota de recuperación, como el parque Acteal y el parque Miravalle, además de un pequeño espacio que se recuperó en la esquina de las calles Norte y calle 5. Cuenta con cámaras de circuito cerrado instaladas en las avenidas más importantes, como medida de seguridad para los habitantes. También posee gran variedad de centros escolares y recreativos como balnearios y parques.

## Descripción
La Colonia Agrícola Pantitlán es una de las 38 unidades territoriales de la alcaldía Iztacalco, en sus límites con la Calzada Ignacio Zaragoza se encuentra la estación del metro Agrícola Oriental. También se encuentra muy cerca la estación del Metro Pantitlán. Sobre la Avenida Rio Churubusco, construida en la década de 1950 sobre el lecho del río, en la hay 2 balnearios: uno llamado "Deportivo 11 de abril" pero conocido como "Las Termas" y el ex-balneario Olímpico, en donde también se realizan conciertos.
El balneario "Las Termas" se encuentra ubicado en Av. Central, a media cuadra del Balneario Olímpico, en dirección a la Calzada Zaragoza. En sus instalaciones hay una cancha de fútbol rápido, dos albercas, chapoteadero, tobogán y vestidores.
El Balneario Olímpico o Deportivo 14 de Diciembre, está ubicado en las calle Norte esquina con Av. Central (eje 5 Oriente) a unas cuadras del metro Pantitlán. Sus instalaciones cuentan con salón para eventos sociales, dos albercas y un piscina de poca profundidad, cancha de basquetbol, canchas de tenis, frontenis, fútbol, fútbol rápido y vestidores.
Además existe una alberca semi-olímpica "Pantitlán", la cual se construyó en el gobierno del Exdelegado Erasto Ensástiga Santiago, en el que se benefician niños y niñas de la Colonia, así como de las colonias aledañas, los cuales han empezado a participar en torneos a nivel Distrito Federal, esta alberca semi-olímpica ha servido también para rehabilitación a personas que requieren terapia acuática, ésta se encuentra en la Calle 5 esquina Rio Churubusco de fácil acceso para los usuarios.
También existe el parque Acteal, ubicado en la esquina de Calle Uno con la avenida Xochimilco (Eje 1 norte) y el Parque Miravalle, también en Calle Uno, antes de la avenida Iztacalco.
Cabe mencionar las diversas instituciones educativas, como la primaria Pedro Romero de Terreros (la más antigua del rumbo con aproximadamente 80 años de existencia), la primaria Genaro V. Vásquez Quiroz, Rubén Moreira Cobos, la General Juan De la Luz Enríquez en Calle 5 y la Augusto Cesar Sandino, en Calle 3.
Entre las secundarias de esta colonia se encuentran:
- Secundaria Diurna N.º 133, ubicada en Calle Dos casi llegando a la Calzada Zaragoza
- Secundaria Diurna N.º 233 a una cuadra del metro Pantitlán, en Avenida Guadalupe #29
- Secundaria Diurna N.º 60 (República de Honduras), Ubicada en avenida Norte esquina Calle 4
- Secundaria Técnica N.º 83, en Calle 6 y avenida Puebla
- Secundaria Técnica N.º 20, en Calle 5 y avenida Guadalupe

En términos de educación media superior, la colonia cuenta con la escuela Conalep Iztacalco I.
Cuenta con servicios de autoconsumo como lo son Walmart ubicado en Calzada Zaragoza y calle Agua Caliente, así como una Bodega Aurrera, ubicada en calle 6 y Calzada Zaragoza. Existe también una Bodega Aurrera en Avenida Guadalupe, a un costado de la secundaria 233. También hay un Coppel y un Sanborns, sobre Calzada Zaragoza.
Los bancos que se ubican en esta colonia son: Banorte, Scotiabank, Bancomer y Santander, todos ellos localizados en Calzada Zaragoza, entre las calles 3 y 4.
La colonia Agrícola Pantitlán está posicionada en excelente ubicación, ya que sus habitantes tienen buenas alternativas para dirigirse a cualquier punto de la ciudad. A sus alrededores se encuentran vías como la Calzada Zaragoza que a su vez tiene conexión hacia el viaducto o la Avenida Pantitlán que por media de ella nos podemos dirigir al Aeropuerto y a su vez al metro Pantitlán donde están las líneas 9, 5, 1 y A.
Las construcciones de desarrollos habitacionales en terrenos que antes eran ocupados por fábricas, bodegas o laboratorios ha provocado grietas en los muros de las casas aledañas a las obras, hundimientos en calles, falta de agua y conflictos viales en la colonia Agrícola Pantitlán, en la delegación Iztacalco.
Aunque en 2017, para resolver el problema de desabastecimiento de agua, se recuperó un pozo ubicado en calle Uno y avenida Guadalupe, llamado Río Hondo-Pantitlán. Ahí se instalaron equipos potabilizadores y se volvió a usar este depósito. Así, durante cortes de agua debido al mantenimiento del sistema Cutzamala, la colonia no padece escasez, pues su principal fuente de abastecimiento es este pozo.

## Geografía física

### Límites
| Noroeste: Adolfo López Mateos Venustiano Carranza         | Norte: Cuchilla Pantitlán Venustiano Carranza | Nordeste: El Barco Nezahualcóyotl Estado de México               |
| Oeste: Ampliación Adolfo López Mateos Venustiano Carranza |                                               | Este: Porvenir, Juárez Pantitlán Nezahualcóyotl Estado de México |
| Suroeste: Aviación Civil Venustiano Carranza              | Sur: Agrícola Oriental Iztacalco              | Sureste: Juan Escutia Iztapalapa                                 |